# 8642 Shawnkerry
8642 Shawnkerry este un asteroid din centura principală de asteroizi.

## Descriere
8642 Shawnkerry este un asteroid din centura principală de asteroizi. A fost descoperit pe 14 septembrie 1988 la Cerro Tololo de Schelte J. Bus. Asteroidul prezintă o orbită caracterizată de o semiaxă mare de 3,15 ua, o excentricitate de 0,31 și o înclinație de 5,3° în raport cu ecliptica.